# Lista do Patrimônio Mundial em Honduras
A Organização das Nações Unidas para a Educação, a Ciência e a Cultura (UNESCO) propôs um plano de proteção aos bens culturais do mundo, através do Comité sobre a Proteção do Património Mundial Cultural e Natural, aprovado em 1972. Esta é uma lista do Patrimônio Mundial existente em Honduras, especificamente classificada pela UNESCO e elaborada de acordo com dez principais critérios cujos pontos são julgados por especialistas na área. Honduras, um pequeno país da América Central de intenso legado cultural maia, ratificou a convenção em 8 de junho de 1979, tornando seus locais históricos elegíveis para inclusão na lista.
O sítio Sítio Maia de Copán foi o primeiro local de Honduras incluído na lista do Patrimônio Mundial da UNESCO por ocasião da 4ª Sessão do Comitè do Património Mundial, realizada em Paris (França) em 1980. Desde a mais recente adesão à lista, Honduras totaliza 2 sítios classificados como Patrimônio da Humanidade, sendo um de classificação Cultural e o outro de classificação Natural. Desde 2011, o sítio Reserva da Biosfera de Río Plátano figura na Lista do Patrimônio Mundial em perigo devido à recorrente atividade humana ilegal que ameaça a preservação de flora e fauna locais.

## Bens culturais e naturais
Honduras conta atualmente com os seguintes lugares declarados como Patrimônio da Humanidade pela UNESCO:
| | Sítio Maia de Copán |
| Bem cultural inscrito em 1980. |                     |
| Localização: Copán |                     |
| Descobertas em 1570 por Diego García de Palacio, as ruínas de Copán – um dos sítios mais importantes da civilização maia – só foram escavadas no século XIX. Os vestígios da cidadela e as imponentes praças públicas são expoentes das três principais fases de desenvolvimento desta cidade, antes de ser abandonada no início do século X. (UNESCO/BPI) |                     |

| | Reserva da Biosfera de Río Plátano |
| Bem natural inscrito em 1982, em perigo desde 2011. |                                    |
| Localização: Gracias a Dios |                                    |
| Localizada na bacia do Rio Plátano, esta reserva abriga um dos poucos vestígios de floresta tropical úmida da América Central. Sua fauna e flora são abundantes e variadas. Em seu território montanhoso, que desce até a costa caribenha, vivem mais de 2.000 indígenas que preservaram seu modo de vida tradicional. (UNESCO/BPI) |                                    |

## Lista Indicativa
Em adição aos sítios inscritos na Lista do Patrimônio Mundial, os Estados-membros podem manter uma lista de sítios que pretendam nomear para a Lista de Patrimônio Mundial, sendo somente aceitas as candidaturas de locais que já constarem desta lista. Desde 2021, Honduras conta com 4 locais na sua Lista Indicativa.